# Teredon

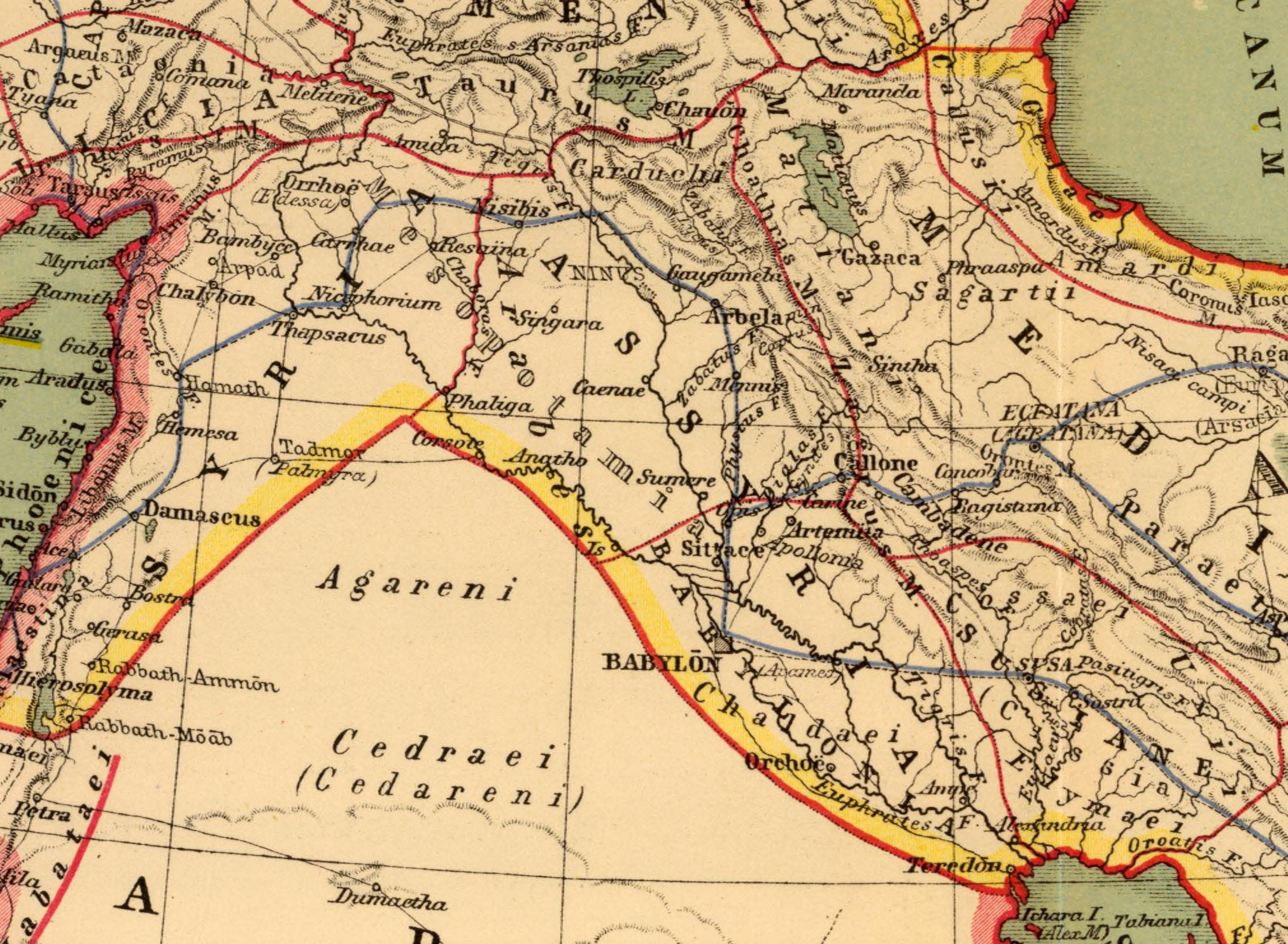
Auf der von Heinrich Kiepert gezeichneten Karte des Osmanischen Reiches befindet sich Teredōn südlich der Mündung des Arabischen Flusses

Teredon war eine antike Hafenstadt in Mesopotamien, im heutigen Kuwait. Der Ort wird mehrmals bei antiken Schriftstellern erwähnt. Er soll von Nebukadnezar II. gegründet worden sein, der hier einen Palast mit Hängenden Gärten errichtete. Teredon soll an der Mündung des Euphrat in den Persischen Golf gelegen haben und war eine wichtige Hafenstadt im Reich der Charakene. Der Ort konnte bisher archäologisch nicht lokalisiert werden, wird aber bei Basra vermutet.